# Philodromus aliensis
Philodromus aliensis är en spindelart som beskrevs av Hu 200. Philodromus aliensis ingår i släktet Philodromus och familjen snabblöparspindlar. Inga underarter finns listade i Catalogue of Life.